# Sơn Thượng
Sơn Thượng là một xã thuộc huyện Sơn Hà, tỉnh Quảng Ngãi, Việt Nam.
Xã Sơn Thượng có diện tích 45,32 km², dân số năm 1999 là 3520 người, mật độ dân số đạt 78 người/km².